# Владимиров, Владимир Григорьевич
Владимир Григорьевич Владимиров — русский военачальник, генерал-майор. Кавалер Георгиевского оружия (1915). Участник Гражданской войны. Участник Белого движения в Сибири.
Православный. Образование получил в 3-й С-Петербургской классич. гимназии. В службу вступил 31.12.1888. Окончил Елисаветградское кавалерийское юнкерское училище (1891). Выпущен в 41-й драг. Ямбургский полк. Корнет (ст. 29.12.1891). Поручик (ст. 01.09.1895). Окончил Николаевскую академию генштаба (1898; по 1-му разряду). Штабс-Ротмистр (15.03.1898). Ротмистр (ст. 17.05.1898). Состоял при Приамурском ВО. Цензовое командование эскадроном отбывал в 41-м драгунском Ямбургском полку (10.10.1898-10.10.1901). Обер-офицер для поручений при штабе Приамурского ВО (19.02.-14.04.1902). Подполковник (ст. 14.04.1902). Старший адъютант штаба Приамурского ВО (14.04.1902-12.05.1903). Заведывающий передвижениями войск по ж.д. и водным путям Приамурского района (12.05.1903-15.10.1905). И.д. начальника штаба 3-й строевой дивизии (15.10.1905-09.06.1906). Для ознакомления с общими требованиями управления и ведения хоз-ва в кав. полку был прикомандирован к 41-му драг. Ямбургскому полку (25.05.-24.09.1906). Штаб-офицер при управлении 3-й стр. бригады (09.06.1906-07.10.1907). Полковник (ст. 06.12.1906). Был прикомандирован к пехоте (01.08.-31.08.1907). Начальник штаба 2-й Кавказской каз. дивизии (07.10.1907-23.11.1909). Цензовое командование батальоном отбывал в 27-м пех. Витебском полку (15.05.-11.09.1909). Состоял в 37-м пех. Екатеринбургском полку (23.11.1909-21.01.1912). Командир 38-го пех. Тобольского полка (21.01.1912-13.02.1913).

## Участие в Первой мировой войне
С 1914 года участник Первой мировой войны. Командир 174-го пехотного Роменского полка (13.02.1913-23.04.1915). Награжден Георгиевским оружием (ВП 09.03.1915). Генерал-майор (пр. 23.04.1915; ст. 28.11.1914; за отличия в делах). Командующий тем же полком (23.04.- 06.07.1915). Отчислен от должности (ВП 06.07.1915) за болезнью, с назначением в резерв чинов при штабе Киевского ВО (06.07.-17.10.1915) и зачислением по армейской пехоте. Командир бригады 35-й пехотной дивизии (17.10.1915-20.01.1916). Отчислен от должности за болезнью (ВП 20.01.1916) с назначением в резерв чинов при штабе Киевского ВО (с 20.01.1916). И.д. начальника штаба 5-го ополченского корпуса (на 06.12.1916). Начальник штаба 5-го ополченского корпуса (с 12.12.1916). Начальник штаба 24-го армейского корпуса (с 20.04.1917).
Награды: 
- Св. Станислава 3-й ст. (1902);
- Св. Анны 3-й ст. (1905);
- Св. Станислава 2-й ст. (1905);
- Св. Анны 2-й ст. (1907);
- Св. Владимира 4-й ст. (1910; 18.03.1911);
- Св. Владимира 3-й ст. (1913; 08.04.1914);
- мечи к ордену Св. Владимира 3-й ст. (ВП 06.02.1915);
- Св. Станислава 1-й ст. (ВП 06.12.1916; за отлично-ревностную службу и особые труды, вызванные обстоятельствами текущей войны).
- Высочайшим приказом от 9 марта 1915 года за храбрость был награждён Георгиевским оружием.

## Участие в Гражданской войне
Участник Белого движения на востоке России. В 09.1918 командирован из Сибирской армии к ген. Флугу в Харбин.  
7 ноября 1918 года был назначен генералом для поручений при военном и морском министре адмирале А. В. Колчаке в правительстве Директории.
4 февраля 1919 года назначен начальником Главного управления военных сообщений в Ставке Верховного главнокомандующего. 14 июня 1919 года назначен членом Военного совещания в Российской армии адмирала Колчака. На 20 февраля 1920 года в вооруженных силах Российской ВосточнойОокраины служил в должности начальника военных сообщений. В эмиграции в Китае, 1922 работал в агентстве 8-го участка коммерческой части КВЖД.